# Clathrus columnatus
A Clathrus columnatus, comumente conhecida como stinkhorn em coluna, é uma espécie saprófita de fungo da família Phallaceae. Semelhante a outros fungos stinkhorn, o basidioma começa como uma forma de "ovo" subterrâneo, conhecido como receptáculo. À medida que o fungo se desenvolve, o receptáculo se expande e irrompe da volva protetora, transformando-se em estruturas maduras caracterizadas por duas a cinco longas colunas esponjosas verticais laranja ou vermelhas, unidas no ápice. O receptáculo totalmente desenvolvido atinge altura de 8 cm. As superfícies internas das colunas são cobertas por um limo fétido marrom-oliva contendo esporos que atrai moscas e outros insetos que ajudam a disseminar os esporos.
A espécie tem ampla distribuição e foi encontrada na África, Austrália, Ásia e nas Américas. Ela pode ter sido introduzida na América do Norte com plantas exóticas. Embora já tenha sido considerado indesejável, o fungo é listado como comestível. Ele é comumente encontrado em cobertura vegetal morta.

## Taxonomia
A espécie foi nomeada pela primeira vez pelo botânico francês Louis Augustin Guillaume Bosc, em 1811. Christian Gottfried Daniel Nees von Esenbeck transferiu-a para Laternea em 1858, um gênero destinado a acomodar as espécies semelhantes a Clathrus com braços dispostos em colunas em vez de uma rede; em seu significado atual, Laternea inclui espécies que possuem gleba suspensa abaixo do arco do receptáculo por trabéculas (colunas que se estendem do perídio ao núcleo central do receptáculo). Outros gêneros para os quais a espécie foi transferida incluem Linderia, por Gordon Herriot Cunningham, em 1932, Colonnaria, por Eduard Fischer, em 1933, e Linderiella, por Cunningham, em 1942. Colonnaria, Linderia e Linderiella são agora considerados gêneros obsoletos, pois foram incluídos em Clathrus.
O epíteto específico columnatus vem do latim e significa "sustentado por pilares". O cogumelo é comumente conhecido como "stinkhorn em coluna " (column stinkhorn). Curtis Gates Lloyd escreveu em 1906 que "na Flórida, ele é conhecido pelos nativos como "Dead Men's Fingers" (dedos de homens mortos). No entanto, nos últimos tempos, Dead Men's Fingers geralmente se refere à Xylaria polymorpha.

## Descrição

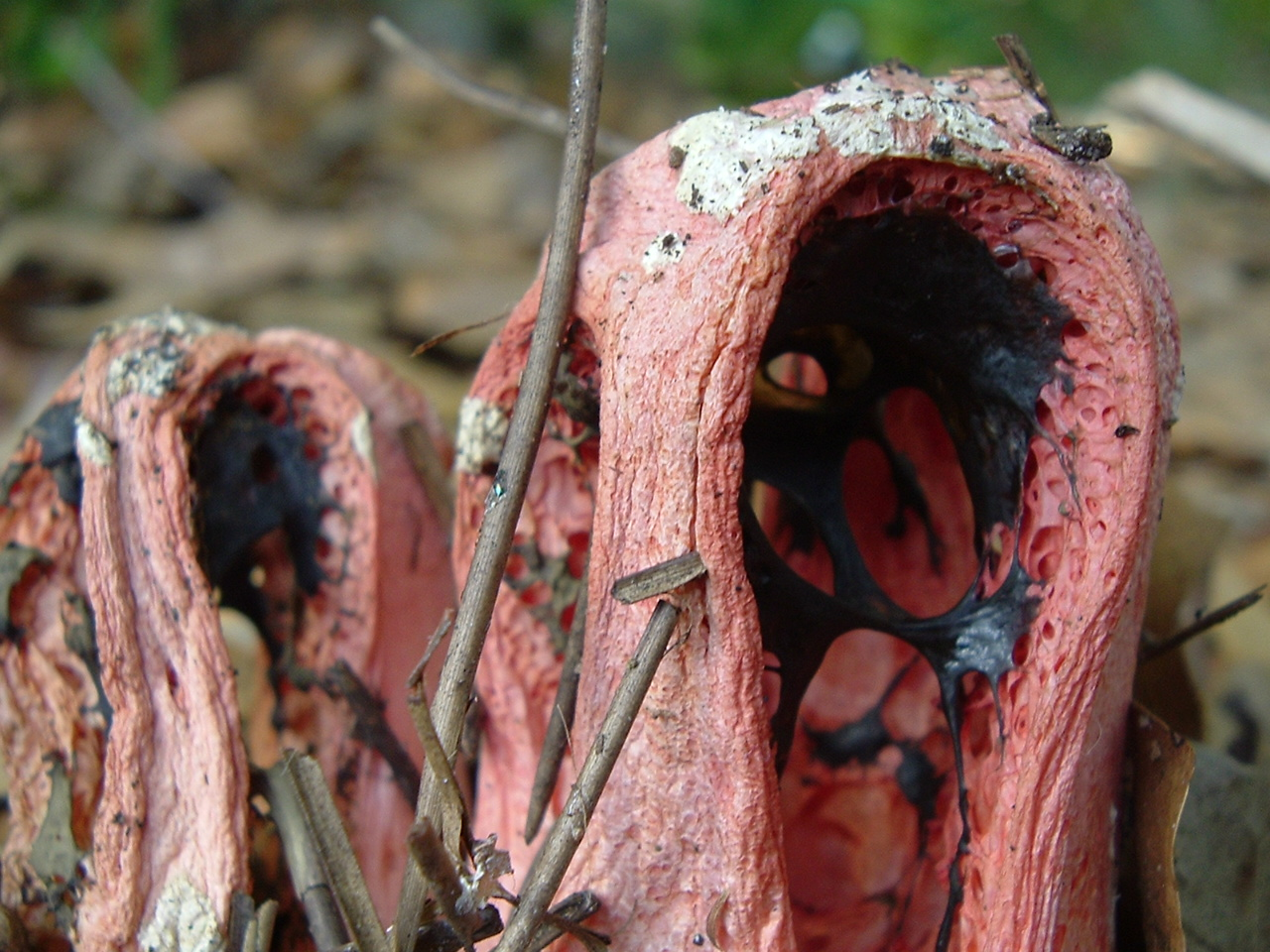
Espécimes maduros mostrando a gleba de cor escura

O basidioma consiste de duas a cinco (geralmente quatro) colunas verticais esponjosas, que são separadas onde emergem da volva, mas unidas no topo em um arco. As colunas são unidas em pares; os pares opostos são unidos por um arco curto e largo com estrutura semelhante à das colunas. As colunas, que são mais estreitas na base do que na parte superior, são laranja-avermelhadas na parte superior e rosa-amareladas na parte inferior. Os espécimes jovens têm o basidioma semelhante a um "ovo", que consiste em um perídio cercado por uma camada gelatinosa que envolve o basidioma comprimido. O ovo, geralmente cinza ou marrom-acinzentado, normalmente atinge diâmetros de 3 a 5 cm  antes que as colunas cresçam. A volva permanece na base do basidioma como um saco esbranquiçado espesso e solto. Os cordões miceliais encontrados na base da volva são feitos de dois tipos de tecidos: um feixe central de hifas finas que se estendem em uma direção longitudinal e uma camada cortical externa de hifas mais grossas que formam uma estrutura frouxa, mas altamente entrelaçada. As colunas adultas podem se estender de 5 a 8 cm acima do solo, um local que otimiza a dispersão dos esporos. A gleba de odor fétido, a massa que contém os esporos, é espalhada na superfície interna superior das colunas.
Os esporos são elípticos, lisos e têm dimensões de 3,5 a 5 por 2 a 2,5 μm. Eles têm paredes finas e são cobertos por um envelope transparente.

### Desenvolvimento
O botânico americano Edward Angus Burt publicou uma descrição detalhada do desenvolvimento da C. columnatus em 1896. Ele descobriu que o ovo consiste em sistemas corticais e medulares contínuos para cima a partir do filamento micelial no estágio inicial. A camada cortical dá origem à camada externa da volva, às placas corticais e ao pseudoparênquima (células de paredes finas, geralmente angulares, dispostas aleatoriamente e bem compactadas) do receptáculo. A porção medular dá origem às massas gelatinosas da camada gelatinosa da volva, à gleba e ao tecido gelatinoso das câmaras do receptáculo. O alongamento do receptáculo começa na base e, após seu alongamento, a gleba fica pendurada suspensa do arco do receptáculo pelo tecido medular que constitui as massas das câmaras do receptáculo.

### Espécies semelhantes
A Clathrus ruber, Pseudocolus fusiformis e Clathrus bicolumnatus têm semelhanças com a Clathrus columnatus. A C. ruber tem um receptáculo maior, mais globular e semelhante a uma treliça. A P. fusiformis tem braços presos nas bases e livres na parte superior; ela cresce em troncos apodrecidos e em solo coberto de lascas de madeira, em contraste com a C. columnatus que cresce em solo arenoso. A C. bicolumnatus tem uma estatura menor (até 9 cm de altura) e tem apenas duas colunas. A Laternea dringii também é muito menor.

## Habitat e distribuição
Como todas as espécies da família Phallaceae, a C. columnatus é saprófita e usa a digestão extracelular para adquirir nutrientes de matéria orgânica morta e em decomposição, como a madeira. Em consequência de sua preferência por madeira morta, o fungo é frequentemente associado a habitats perturbados. Ele pode ser frequentemente encontrado crescendo dentro e ao redor de jardins e residências em áreas de cultivo ou paisagismo com acúmulo de cobertura vegetal morta, lascas de madeira ou outros materiais ricos em celulose. Os cordões miceliais podem ser rastreados até raízes enterradas, tocos e outros materiais lenhosos. A espécie cresce em solo arenoso, perto de detritos lenhosos, em gramados, jardins e solo cultivado. Os cogumelos aparecem isolados ou dispersos e podem surgir no verão, no outono e no início do inverno, especialmente após o tempo úmido.
O fungo foi coletado na Oceania (incluindo Nova Zelândia e Nova Guiné), na África, na China e nas Américas do Norte e do Sul. Na China, é encontrado em Jiangsu, Fujian e Guangdong. A distribuição na América do Norte se estende ao norte até Nova York e ao sul até o México e a Costa Rica; também está presente no Havaí. O fungo é menos comum no sudeste e no sul dos Estados Unidos. Acredita-se que ele tenha sido introduzido na América do Norte, pois normalmente aparece em jardins ou em outros locais onde plantas exóticas foram estabelecidas.
O micologista australiano Tom May ressalta que a distribuição relatada na Austrália é "presumivelmente errônea", pois se baseia em apenas uma única coleta em 1948.

## Ecologia
Como outros membros da família Phallaceae, o fungo maduro atrai insetos com seu cheiro para ajudar a dispersar seus esporos. O Psilopyga fasciata, um besouro da família Nitidulidae, foi registrado se alimentando da gleba de espécimes mexicanos.

## Toxicidade
As palavras de William Gilson Farlow, publicadas em 1890, servem como um aviso para aqueles que possam estar inclinados a consumir Clathrus columnatus: "O odor de espécimes totalmente maduros da ordem Phalloidea é tão repulsivo que a questão de seu caráter venenoso quando ingerido por humanos tem sido frequentemente objeto de experimentos." Farlow descreveu dois casos de envenenamento, um deles envolvendo uma jovem "que comeu um pequeno pedaço do fungo e teve convulsões violentas seguidas de perda da fala e sono profundo que durou 52 horas"; o outro caso envolveu porcos que comeram o fungo encontrado em bosques de carvalho e morreram 12-15 horas depois.

## Usos
Apesar do relato inicial de envenenamento, Orson K. Miller, Jr. considera o sabor do ovo suave e lista a espécie como comestível.